# Dmytro Boyko
Pour les articles homonymes, voir Boyko (homonymie).
Dmytro Boyko (en russe : Дмитро Бойко), né le 16 janvier 1986 à Netichyn, est un escrimeur ukrainien, spécialiste du sabre.

## Carrière
Champion du monde junior à Taebaek en 2006, il remporte la même année la médaille d'argent par équipes aux championnats du monde d'escrime 2006 à Turin. Il obtient également l'argent par équipes aux championnats d'Europe d'escrime 2010 à Leipzig. En 2012, il remporte le tournoi qualificatif aux Jeux olympiques d'été de 2012 pour la zone Europe, mais est battu dès le premier tour des Jeux par le Roumain Rareș Dumitrescu. Il décroche le bronze avec l'Ukraine aux championnats d'Europe d'escrime 2013 à Zagreb.